# П'ята лінія (Сеульський метрополітен)
П'ята лінія (Сеульський метрополітен) (кор. 서울 지하철 5호선) — одна з ліній метро у столиці Південної Кореї, місті Сеул. З кінця 1996 року була найдовшою повністю підземною лінією метро в світі, поки у 2005 році не відкрилася Третя лінія метро Гуанчжоу довжиною 68,5 км.

## Історія
Будівництво лінії розпочалося 27 червня 1990 року. Початкова ділянка «Вангсімні»-«Сангільдонг» з 14 станцій відкрилася 15 листопада 1995 року.

### Хронологія подальшого розвитку

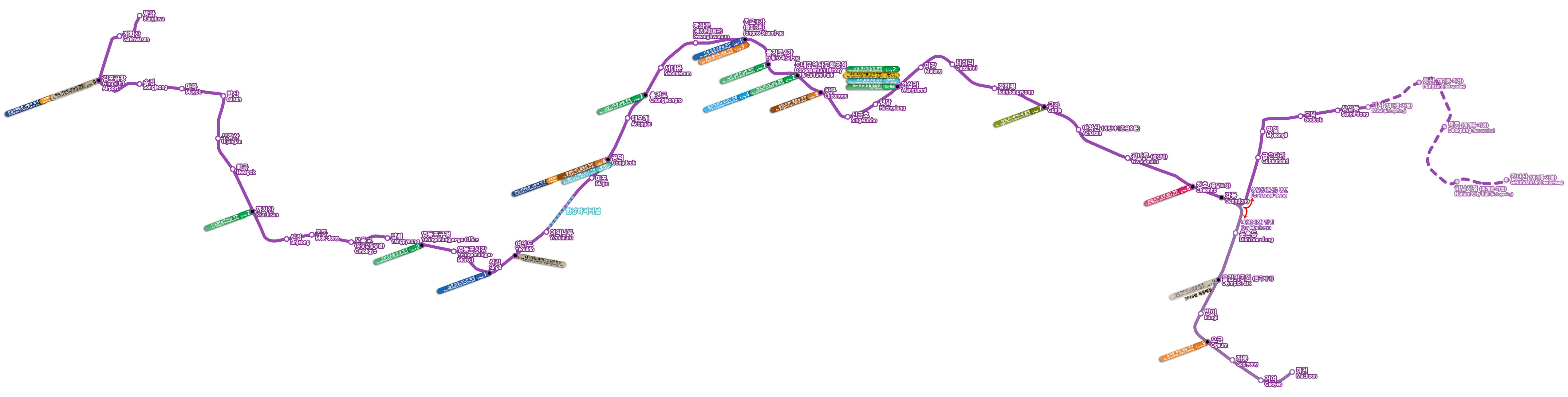
Схема лінії

- 20 березня 1996 — відкриття західної ділянки лінії з 8 станцій (до відкриття центральної ділянки працювала як окрема лінія).
- 30 березня 1996 — відкрилося відгалуження з 7 станцій до Мачхона.
- 12 серпня 1996 — розширення західної ділянки лінії на 8 станцій.
- 30 грудня 1996 — відкриття центральної ділянки лінії з 13 станцій (об'єднання лінії).
- 20 червня 2008 — на діючій ділянці відкрита станція «Магок».

## Лінії
Маршрут лінії проходить з заходу на схід через історичний центр міста, за для кращого обслуговування житлових районів міста східна частина лінії розгалужується. Також особливістю лінії є те що вона двічі перетинає ріку Хан і обидва рази під землею, всі інші лінії (крім Пунданг) перетинають Хан по метромостам. Рухомий склад має 608 вагонів, лінію обслуговують 76 восьмивагонних потяга що живляться від повітряної контактної мережі.

## Станції
Після проведеної реконструкції всі станції обладнані станційними дверима що відділяють платформу від потяга.
Станції з заходу на схід.
| П'ята лінія (головна лінія) |                                      |                    |                                     |                        |                                    |                                                             |                   |
| № станції                   | Назва українською                    | Назва корейською   | Назва англійською                   | Розташування           | Пересадка                          | Тип                                                         | Дата відкриття    |
| 510                         | «Бангхва»                            | 방화               | «Banghwa»                           | Район Кангсо, Сеул     |                                    | Підземна з двома остівними платформами                      | 20 березня 1996   |
| 511                         | «Гехвасан»                           | 개화산             | «Gaehwasan»                         | Район Кангсо, Сеул     |                                    | Підземна з береговими платформами                           | 20 березня 1996   |
| 512                         | «Міжнародний аеропорт Гімпхо»        | 김포공항           | «Gimpo International Airport»       | Район Кангсо, Сеул     | AREX Дев'ята лінія                 | Підземна з береговими платформами                           | 20 березня 1996   |
| 513                         | «Сонгчонг»                           | 송정               | «Songjeong»                         | Район Кангсо, Сеул     |                                    | Підземна з береговими платформами                           | 20 березня 1996   |
| 514                         | «Магок»                              | 마곡               | «Magok»                             | Район Кангсо, Сеул     |                                    | Підземна з береговими платформами                           | 20 червня 2008    |
| 515                         | «Бальсан»                            | 발산               | «Balsan»                            | Район Кангсо, Сеул     |                                    | Підземна з береговими платформами                           | 20 березня 1996   |
| 516                         | «Учангсан»                           | 우장산             | «Ujangsan»                          | Район Кангсо, Сеул     |                                    | Підземна з береговими платформами                           | 20 березня 1996   |
| 517                         | «Хвагок»                             | 화곡               | «Hwagok»                            | Район Кангсо, Сеул     |                                    | Підземна з острівною платформою                             | 20 березня 1996   |
| 518                         | «Ккачхісан»                          | 까치산             | «Kkachisan»                         | Район Кангсо, Сеул     | Друга лінія                        | Підземна з однією острівною та однією береговою платформами | 20 березня 1996   |
| 519                         | «Сінчон»                             | 신정               | «Sinjeong»                          | Район Янгчхон, Сеул    |                                    | Підземна з береговими платформами                           | 12 серпня 1996    |
| 520                         | «Мокдонг»                            | 목동               | «Mok-dong»                          | Район Янгчхон, Сеул    |                                    | Підземна з береговими платформами                           | 12 серпня 1996    |
| 521                         | «Омокгьо»                            | 오목교             | «Omokgyo»                           | Район Янгчхон, Сеул    |                                    | Підземна з береговими платформами                           | 12 серпня 1996    |
| 522                         | «Янгпхьонг»                          | 양평               | «Yangpyeong»                        | Район Йондингпхо, Сеул |                                    | Підземна з береговими платформами                           | 12 серпня 1996    |
| 523                         | «Адміністрація району Йондингпхо»    | 영등포구청         | «Yeongdeungpo-gu Office»            | Район Йондингпхо, Сеул | Друга лінія                        | Підземна з береговими платформами                           | 12 серпня 1996    |
| 524                         | «Ринок Йондингпхо»                   | 영등포시장         | «Yeongdeungpo Market»               | Район Йондингпхо, Сеул |                                    | Підземна з береговими платформами                           | 12 серпня 1996    |
| 525                         | «Сінгіль»                            | 신길               | «Singil»                            | Район Йондингпхо, Сеул | Перша лінія                        | Підземна з береговими платформами                           | 12 серпня 1996    |
| 526                         | «Йоїдо»                              | 여의도             | «Yeouido»                           | Район Йондингпхо, Сеул | Дев'ята лінія                      | Підземна з береговими платформами                           | 12 серпня 1996    |
| 527                         | «Йоїнару»                            | 여의나루           | «Yeouinaru»                         | Район Йондингпхо, Сеул |                                    | Підземна з острівною платформою                             | 30 грудня 1996    |
| 528                         | «Мапхо»                              | 마포               | «Mapo»                              | Район Мапхо, Сеул      |                                    | Підземна з острівною платформою                             | 30 грудня 1996    |
| 529                         | «Конгдок»                            | 공덕               | «Gongdeok»                          | Район Мапхо, Сеул      | Кьонгі-Чунганг Шоста лінія AREX    | Підземна з острівною платформою                             | 30 грудня 1996    |
| 530                         | «Еоге»                               | 애오개             | «Aeogae»                            | Район Мапхо, Сеул      |                                    | Підземна з береговими платформами                           | 30 грудня 1996    |
| 531                         | «Чхунгчонгно»                        | 충정로             | «Chungjeongno»                      | Район Содемун, Сеул    |                                    | Підземна з острівною платформою                             | 30 грудня 1996    |
| 532                         | «Содемун»                            | 서대문             | «Seodaemun»                         | Район Чонгно, Сеул     |                                    | Підземна з острівною платформою                             | 30 грудня 1996    |
| 533                         | «Квангхвамун»                        | 광화문             | «Gwanghwamun»                       | Район Чонгно, Сеул     |                                    | Підземна з острівною платформою                             | 30 грудня 1996    |
| 534                         | «Чонгно 3-Га»                        | 종로3가            | «Jongno 3-ga»                       | Район Чонгно, Сеул     |                                    | Підземна з острівною платформою                             | 30 грудня 1996    |
| 535                         | «Ильчіро 4-Га»                       | 을지로4가          | «Euljiro 4-ga»                      | Район Чун, Сеул        | Друга лінія                        | Підземна з острівною платформою                             | 30 грудня 1996    |
| 536                         | «Парк Історії та Культури Донгдемун» | 동대문역사문화공원 | «Dongdaemun History & Culture Park» | Район Чун, Сеул        | Друга лінія Четверта лінія         | Підземна з острівною платформою                             | 30 грудня 1996    |
| 537                         | «Чхонгку»                            | 청구               | «Cheonggu»                          | Район Чун, Сеул        | Шоста лінія                        | Підземна з острівною платформою                             | 30 грудня 1996    |
| 538                         | «Сінгимхо»                           | 신금호             | «Singeumho»                         | Район Сонгдонг, Сеул   |                                    | Підземна з острівною платформою                             | 30 грудня 1996    |
| 539                         | «Хенгданг»                           | 행당               | «Haengdang»                         | Район Сонгдонг, Сеул   |                                    | Підземна з береговими платформами                           | 30 грудня 1996    |
| 540                         | «Вангсімні»                          |                    | «Wangsimni»                         | Район Сонгдонг, Сеул   | Кьонгі-Чунганг Друга лінія Пунданг | Підземна з береговими платформами                           | 15 листопада 1995 |
| 541                         | «Мачанг»                             | 마장               | «Majang»                            | Район Сонгдонг, Сеул   |                                    | Підземна з береговими платформами                           | 15 листопада 1995 |
| 542                         | «Дапсімні»                           | 답십리             | «Dapsimni»                          | Район Сонгдонг, Сеул   |                                    | Підземна з береговими платформами                           | 15 листопада 1995 |
| 543                         | «Чангханпхьонг»                      | 장한평             | «Janghanpyeong»                     | Район Донгдемун, Сеул  |                                    | Підземна з острівною платформою                             | 15 листопада 1995 |
| 544                         | «Гунча»                              | 군자               | «Gunja»                             | Район Квангчін, Сеул   | Сьома лінія                        | Підземна з острівною платформою                             | 15 листопада 1995 |
| 545                         | «Ачхасан»                            | 아차산             | «Achasan»                           | Район Квангчін, Сеул   |                                    | Підземна з береговими платформами                           | 15 листопада 1995 |
| 546                         | «Квангнару»                          | 광나루             | «Gwangnaru»                         | Район Квангчін, Сеул   |                                    | Підземна з береговими платформами                           | 15 листопада 1995 |
| 547                         | «Чхонхо»                             | 천호               | «Cheonho»                           | Район Кангдонг, Сеул   | Восьма лінія                       | Підземна з береговими платформами                           | 15 листопада 1995 |
| 548                         | «Кангдонг»                           | 강동               | «Gangdong»                          | Район Кангдонг, Сеул   | Відгалуження до Мачхона            | Підземна з однією острівною та однією береговою платформами | 15 листопада 1995 |
| 549                         | «Гільдонг»                           | 길동               | «Gil-dong»                          | Район Кангдонг, Сеул   |                                    | Підземна з береговими платформами                           | 15 листопада 1995 |
| 550                         | «Губиндарі»                          | 굽은다리           | «Gubeundari»                        | Район Кангдонг, Сеул   |                                    | Підземна з береговими платформами                           | 15 листопада 1995 |
| 551                         | «Мьонгіль»                           | 명일               | «Myeongil»                          | Район Кангдонг, Сеул   |                                    | Підземна з береговими платформами                           | 15 листопада 1995 |
| 552                         | «Кодок»                              | 고덕               | «Godeok»                            | Район Кангдонг, Сеул   |                                    | Підземна з береговими платформами                           | 15 листопада 1995 |
| 553                         | «Сангільдонг»                        | 상일동             | «Sangil-dong»                       | Район Кангдонг, Сеул   |                                    | Підземна з двома острівними платформами                     | 15 листопада 1995 |
| П'ята лінія (відгалуження)  |                                      |                    |                                     |                        |                                    |                                                             |                   |
| № станції                   | Назва українською                    | Назва корейською   | Назва англійською                   | Розташування           | Пересадка                          | Тип                                                         | Дата відкриття    |
| 548                         | «Кангдонг»                           | 강동               | «Gangdong»                          | Район Кангдонг, Сеул   | Основна лінія                      | Підземна з однією острівною та однією береговою платформами | 15 листопада 1995 |
| P549                        | «Дочхондонг»                         | 둔촌동             | «Dunchon-dong»                      | Район Кангдонг, Сеул   |                                    | Підземна з береговими платформами                           | 30 березня 1996   |
| P550                        | «Олімпійський парк»                  | 올림픽공원         | «Olympic Park»                      | Район Сонгпа, Сеул     | Дев'ята лінія                      | Підземна з береговими платформами                           | 30 березня 1996   |
| P551                        | «Пангі»                              | 방이               | «Bangi»                             | Район Сонгпа, Сеул     |                                    | Підземна з береговими платформами                           | 30 березня 1996   |
| P552                        | «Огим»                               | 오금               | «Ogeum»                             | Район Сонгпа, Сеул     | Третя лінія                        | Підземна з береговими платформами                           | 30 березня 1996   |
| P553                        | «Керонг»                             | 개롱               | «Gaerong»                           | Район Сонгпа, Сеул     |                                    | Підземна з береговими платформами                           | 30 березня 1996   |
| P554                        | «Гойо»                               | 거여               | «Geoyeo»                            | Район Сонгпа, Сеул     |                                    | Підземна з береговими платформами                           | 30 березня 1996   |
| P555                        | «Мачхон»                             | 마천               | «Macheon»                           | Район Сонгпа, Сеул     |                                    | Підземна з береговими платформами                           | 30 березня 1996   |

## Розвиток
У вересні 2014 року почалося будівництво розширення лінії далі на схід на 7 км. За станцією «Сангільдонг» будуються 6 нових станцій, чотири з яких мають відкритися у 2019 році та ще дві у 2021 році. 

## Галерея

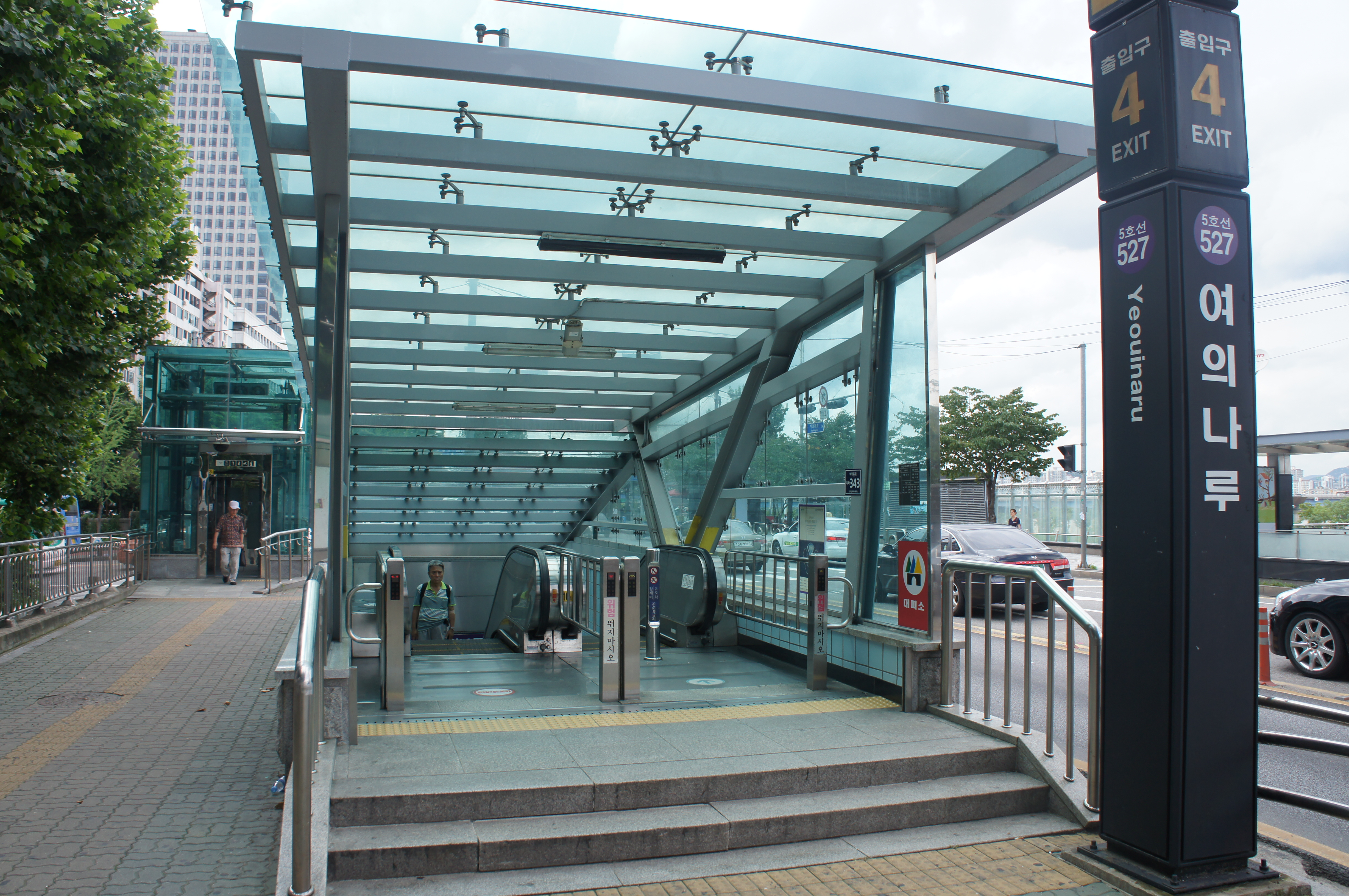
Один з виходів зі станції «Йоїнару»
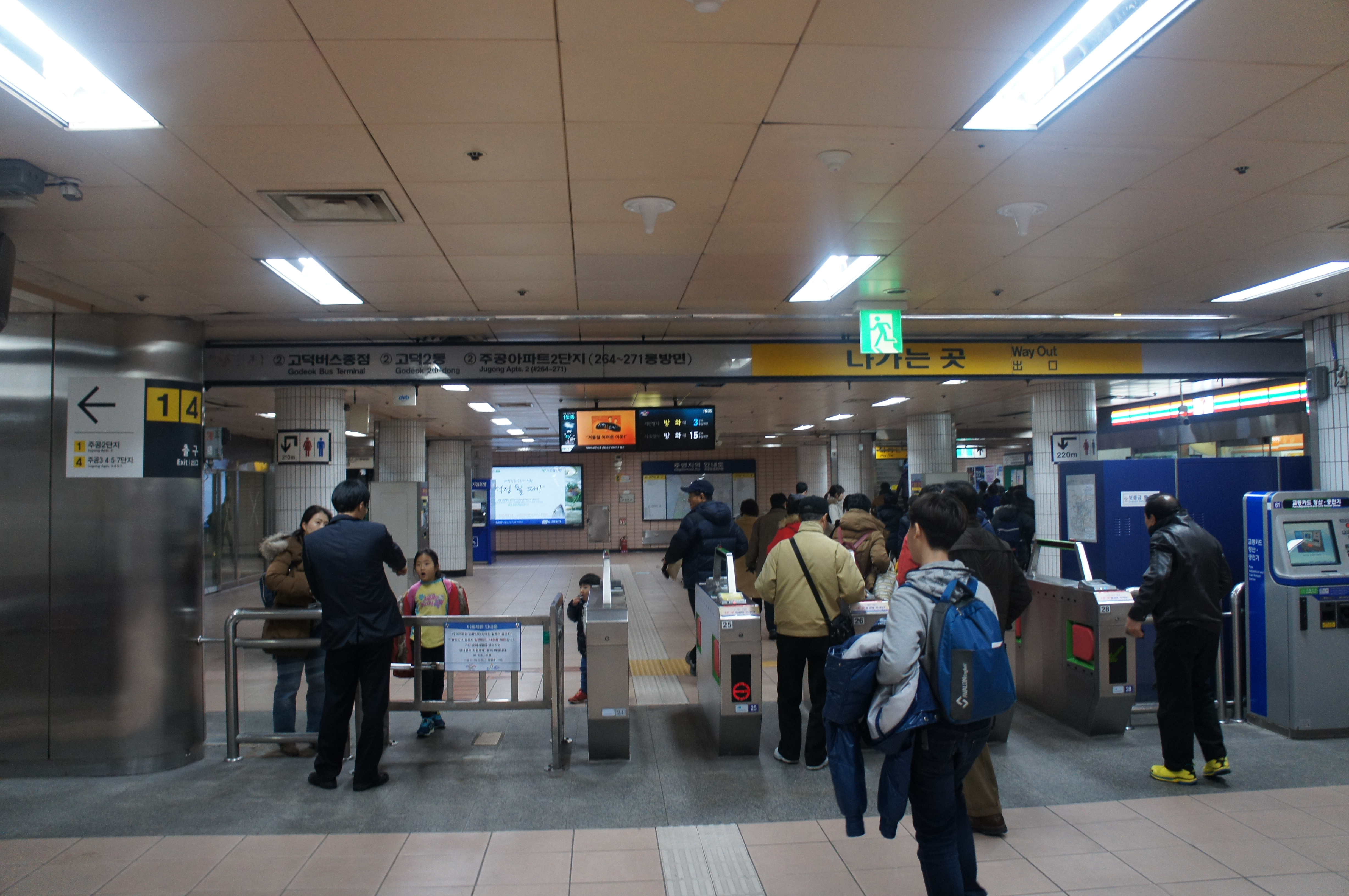
Вестибюль станції «Сангільдонг»
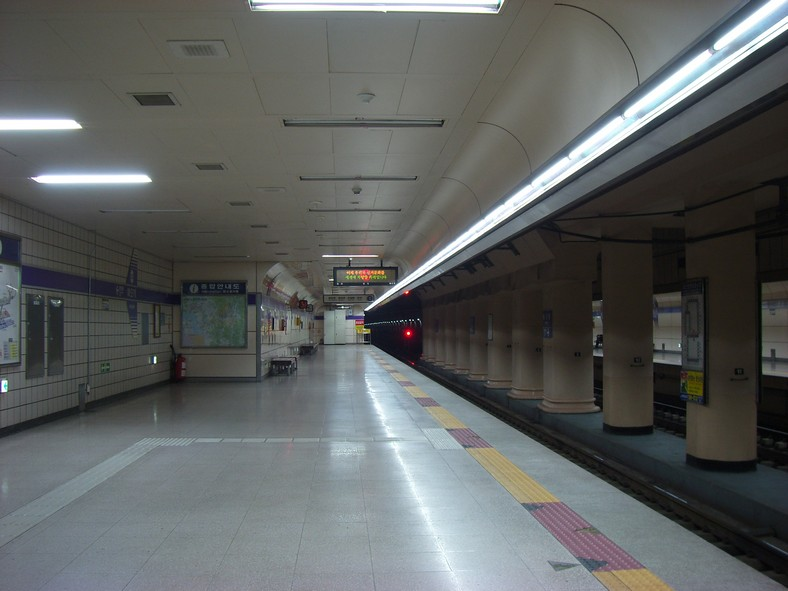
Платформа станції «Еоге» до встановлення станційних дверей
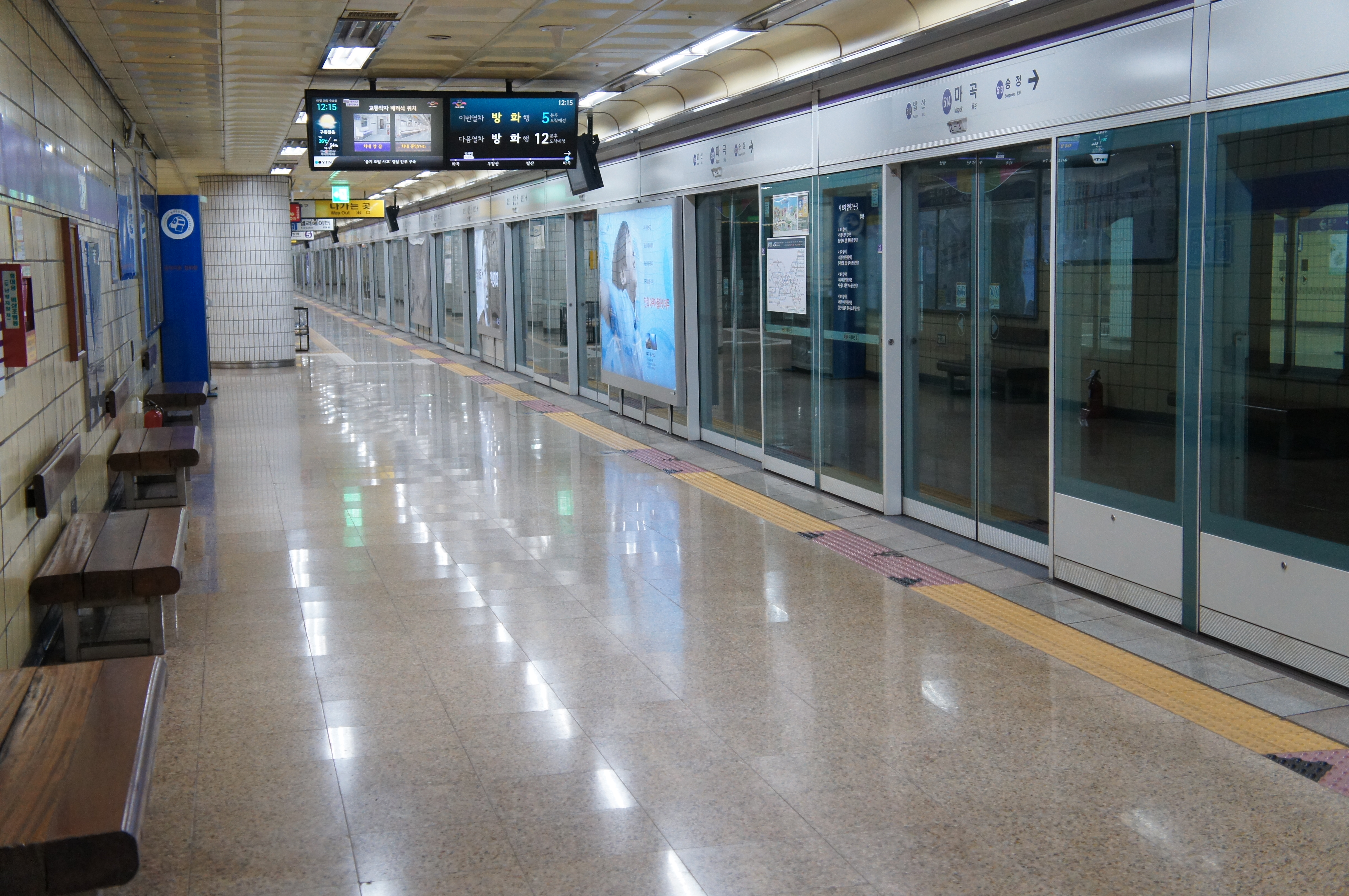
Платформа станції «Магок» зі встановленими станційними дверима